# Dyskografia Disturbed
Poniższa lista przedstawia dyskografię zespołu Disturbed.

## Album

### Albumy studyjne
| 2000                                                                       | The Sickness - Wydany: 7 marca 2000 - Wytwórnia: Giant Records - Format: CD, cassette | 29 | 30 | –  | – | –  | –  | – | –  | –  | 102 | US: 4× Platyna AUS: Platyna CAN: Platyna         |
| 2002                                                                       | Believe - Wydany: 17 września 2002 - Wytwórnia: Reprise - Format: CD                  | 1  | 32 | 42 | 2 | 33 | 68 | 1 | 35 | 91 | 41  | US: 2× Platyna AUS: Platyna CAN: Platyna         |
| 2005                                                                       | Ten Thousand Fists - Wydany: 20 września 2005 - Wytwórnia: Reprise - Format: CD       | 1  | 11 | 37 | 2 | –  | 21 | 1 | 24 | 62 | 59  | US: Platyna AUS: Platyna CAN: Platyna UK: Srebro |
| 2008                                                                       | Indestructible - Wydany: 3 czerwca 2008 - Wytwórnia: Reprise - Format: CD, LP         | 1  | 1  | 10 | 1 | 2  | 11 | 1 | 15 | 15 | 20  | US: Platyna AUS: Złoto CAN: Platyna              |
| 2010                                                                       | Asylum - Wydany: 31 sierpnia 2010 - Wytwórnia: Reprise - Format: CD                   | 1  | 2  | 3  | 2 | 4  | 22 | 1 | 7  | 14 | 7   | US: Złoto AUS: Złoto NZ: Złoto                   |
| 2015                                                                       | Immortalized - Wydany: 21 sierpnia 2015 - Wytwórnia: Reprise - Format: CD             | 1  | 1  | –  | 1 | 7  | 2  | 2 | 9  | 5  | 8   |                                                  |
| 2018                                                                       | Evolution - Wydany: 19 października 2018 - Wytwórnia: Reprise - Format: CD            | –  | –  | –  | – | –  | –  | – | –  | –  | –   |                                                  |
| "–" oznacza wydawnictwo, które nie zostało sklasyfikowane na danej liście. |                                                                                       |    |    |    |   |    |    |   |    |    |     |                                                  |

### Albumy koncertowe
| Rok  | Szczegóły                                                                                     |
| ---- | --------------------------------------------------------------------------------------------- |
| 2004 | Music as a Weapon II - Wydany: 24 lutego 2004 - Wytwórnia: Reprise (#48620) - Format: CD, DVD |

### EP
| Rok  | Szczegóły                                                                                      |
| ---- | ---------------------------------------------------------------------------------------------- |
| 2008 | Live & Indestructible - Wydany: 30 września 2008 - Wytwórnia: Reprise - Format: Music download |

## Single
| 2000                                                                       | "Stupify"                | 112 | 12 | 10 | –  | –  | –  | –  | –  | –  | –  |                   | The Sickness       |
| 2001                                                                       | "Voices"                 | –   | 16 | 18 | –  | –  | –  | –  | –  | –  | 52 |                   | The Sickness       |
| 2001                                                                       | "Down With the Sickness" | 104 | 5  | 8  | –  | –  | –  | –  | –  | –  | –  | US: Platyna       | The Sickness       |
| 2002                                                                       | "Prayer"                 | 58  | 3  | 3  | –  | –  | 14 | –  | –  | –  | 31 |                   | Believe            |
| 2003                                                                       | "Remember"               | 110 | 6  | 22 | –  | –  | –  | –  | –  | –  | 56 |                   | Believe            |
| 2005                                                                       | "Guarded"                | 117 | 7  | 28 | –  | –  | –  | –  | –  | –  | –  |                   | Ten Thousand Fists |
| 2005                                                                       | "Stricken"               | 95  | 2  | 13 | –  | –  | –  | –  | –  | –  | 88 | US: Złoto         | Ten Thousand Fists |
| 2006                                                                       | "Land of Confusion"      | 100 | 1  | 18 | –  | –  | –  | –  | –  | –  | 79 |                   | Ten Thousand Fists |
| 2006                                                                       | "Just Stop"              | –   | 4  | 24 | –  | –  | –  | –  | –  | –  | –  |                   | Ten Thousand Fists |
| 2008                                                                       | "Inside the Fire"        | 73  | 1  | 4  | 49 | 43 | 60 | 66 | 19 | 18 | –  | US: Złoto         | Indestructible     |
| 2008                                                                       | "Perfect Insanity"       | –   | –  | –  | –  | –  | –  | 70 | –  | –  | –  |                   | Indestructible     |
| 2008                                                                       | "Indestructible"         | 72  | 2  | 10 | 35 | –  | 57 | 40 | –  | –  | –  |                   | Indestructible     |
| 2009                                                                       | "The Night"              | –   | 2  | 18 | –  | –  | –  | –  | –  | –  | –  |                   | Indestructible     |
| 2015                                                                       | „The Vengeful One”       |     |    |    |    |    |    |    |    |    |    | - POL: złoto      | Immortalized       |
| 2015                                                                       | „The Sound of Silence”   |     |    |    |    |    |    |    |    |    |    | - POL: 2x diament | Immortalized       |
| "–" oznacza wydawnictwo, które nie zostało sklasyfikowane na danej liście. |                          |     |    |    |    |    |    |    |    |    |    |                   |                    |

### Inne utwory sklasyfikowane na listach przebojów
| 2002                                                                       | "The Game"           | –   | 34 | –  | The Sickness       |
| 2003                                                                       | "Liberate"           | 121 | 4  | 22 | Believe            |
| 2006                                                                       | "Ten Thousand Fists" | –   | 7  | 37 | Ten Thousand Fists |
| "–" oznacza wydawnictwo, które nie zostało sklasyfikowane na danej liście. |                      |     |    |    |                    |

## DVD
| Rok  | Szczegóły                                                                                | Certyfikaty  |
| ---- | ---------------------------------------------------------------------------------------- | ------------ |
| 2002 | M.O.L. - Wydany: 4 czerwca 2002 - Wytwórnia: Warner Bros. (#38548) - Format: DVD, VHS    | AUS: Platyna |
| 2008 | Indestructible in Germany - Wydany: 27 listopada 2008 - Wytwórnia: Reprise - Format: DVD |              |

## Teledyski
| Rok  | Tytuł                    | Reżyser                           |
| ---- | ------------------------ | --------------------------------- |
| 2000 | "Stupify"                | Nathan "Karma" Cox                |
| 2001 | "Voices"                 | Gregory Dark                      |
| 2001 | "Down with the Sickness" | Nathan Cox                        |
| 2002 | "Prayer"                 | Brothers Strause                  |
| 2003 | "Remember"               | Marc Webb                         |
| 2003 | "Liberate"               | Nathan Cox / Hank Lena            |
| 2004 | "Bound"                  | Nathan Cox / Hank Lena            |
| 2005 | "Stricken"               | Nathan Cox                        |
| 2006 | "Just Stop"              | Mike LaBellarte                   |
| 2006 | "Land of Confusion"      | Todd McFarlane / Terry Fitzgerald |
| 2008 | "Inside the Fire"        | Nathan Cox                        |
| 2008 | "Indestructible"         | Noble Jones                       |
| 2009 | "The Night"              | Noble Jones                       |
| 2010 | "Asylum"                 | Robert "Roboshobo" Schober        |

## Inne występy
| Rok  | Tytuł                                         | Album                                                |
| ---- | --------------------------------------------- | ---------------------------------------------------- |
| 2000 | "A Welcome Burden"                            | Dracula 2000 (soundtrack)                            |
| 2000 | "God of the Mind"                             | MTV: The Return of the Rock, Vol. 2                  |
| 2002 | "Glass Shatters"                              | WWF Forceable Entry                                  |
| 2007 | "This Moment"                                 | Transformers: The Album                              |
| 2009 | "Midlife Crisis" (cover utworu Faith No More) | Covered, A Revolution in Sound: Warner Bros. Records |